# 馬斯·史雲遜
馬斯·史雲遜（Mathias Svensson，1974年9月24日—），出生於瑞典布若斯，是一名瑞典前足球運動員，司職前鋒，曾代表瑞典國家隊出賽。

## 職業生涯
斯文森乃於瑞典球會埃尔夫斯展開球員生涯，於1996年協助球會升上瑞超聯賽。其後他轉戰英格蘭，先在1996年加盟當時還在較低組別的；後又效力過水晶宮、等等低組別球會(這些球會當時屬今日英冠級別)。
馬斯·史雲遜長期以前都只是效力英超低組別聯賽，所以迄今只代表過瑞典國家隊出賽3次。2003年12月他加盟诺里奇城，協助球會升上英超。但其後球隊最終降級收場，馬斯·史雲遜最終也於2005年重返艾夫斯堡。

## 外部連結
- 足球資料庫
- 諾域治元老 （页面存档备份，存于）